# Nederlands kampioenschap schaken vrouwen 2010

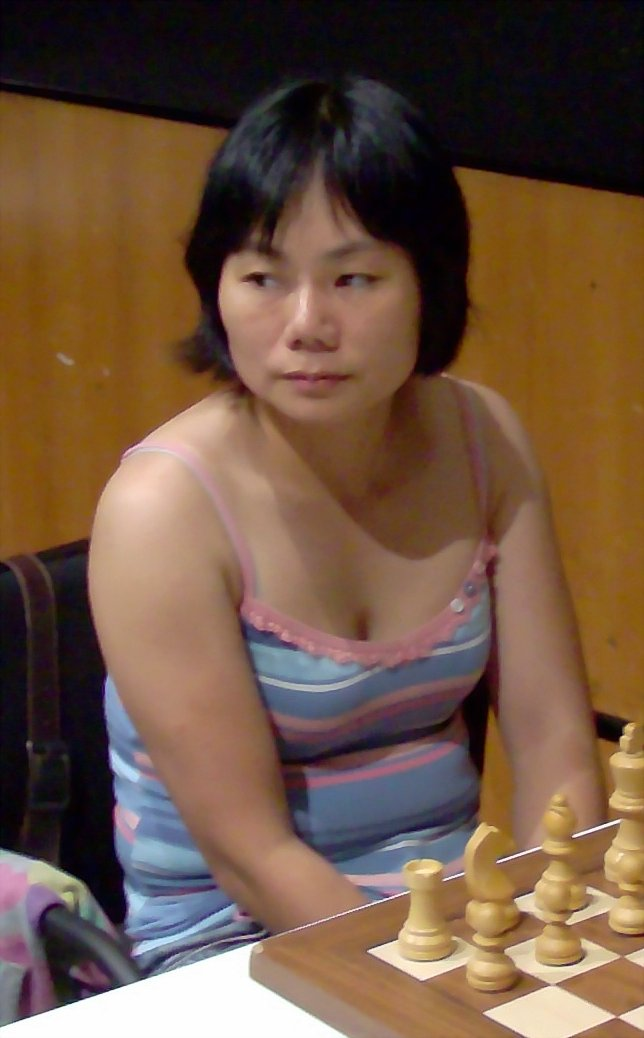
Zhaoqin Peng verovert haar 12e Nederlandse titel

Het Nederlands Kampioenschap Schaken 2010 werd (samen met het Nederlands kampioenschap algemeen) gespeeld van vrijdag 11 t/m zondag 20 juni 2010 op High Tech Campus Eindhoven in de vorm van een dubbelrondig toernooi met 6 deelneemsters. Kampioene werd Zhaoqin Peng met 8 uit 10 voor Bianca Muhren (6 pt.) en Anne Haast / Tea Lanchava (5½ pt.). 

## Eindstand
| plaats | naam                 | rating | score |
| ------ | -------------------- | ------ | ----- |
| 1      | Zhaoqin Peng         | 2397   | 8     |
| 2      | Bianca Muhren        | 2295   | 6     |
| 3      | Anne Haast           | 2220   | 5.5   |
| 4      | Tea Lanchava         | 2364   | 5.5   |
| 5      | Caroline Slingerland | 2080   | 3     |
| 6      | Marieke Dirksen      | 1976   | 2     |